# Stenus ranops
Stenus ranops är en skalbaggsart som beskrevs av Thomas Casey. Stenus ranops ingår i släktet Stenus och familjen kortvingar. Inga underarter finns listade i Catalogue of Life.